# Dr Hassan Moustafa Indoor Sports Complex
Dr Hassan Moustafa Indoor Sports Complex – hala widowiskowo-sportowa w Madinat as-Sadis min Uktubar, w Egipcie. Została otwarta w 2020 roku. Może pomieścić 5200 widzów. Halę wybudowano w związku z organizacją w Egipcie mistrzostw świata w piłce ręcznej w styczniu 2021 roku, w trakcie których była ona jedną z aren turniejowych. W lutym 2022 roku w hali ma być również rozegrany turniej koszykówki klubowej, FIBA Intercontinental Cup.
Halę nazwano imieniem egipskiego piłkarza ręcznego, trenera, sędziego i działacza, m.in. długoletniego przewodniczącego Międzynarodowej Federacji Piłki Ręcznej, Hassana Moustafy.